# Karl Martin
Karl Martin é um maestro suiço, natural da cidade de Zurique.

## Carreira Musical
Estudou música no Conservatório de Música de Genebra, onde ganhou o primeiro Prêmio de Virtuosidade para Flauta.
Esteve em Paris, e deu sequência aos seus estudos na Escola Superior de Música de Viena, com Hans Swarowsky do qual foi assistente.

## Atuações
Foi convidado para atuar como regente em várias Orquestras na Suiça, e outros países.
Esteve no Brasil, como regente convidado da Orquestra Sinfônica Municipal de Campinas (OSMC) e Orquestra Sinfônica da Unicamp (OSU).